# Marjorie Eliot
Marjorie Eliot es una pianista de jazz de Harlem, que puso en marcha el Parlor Jazz de Marjorie Eliot como homenaje a su hijo Phillip, fallecido en 1994.

## Biografía
Eliot procede de una larga estirpe de instrumentistas y creció en Filadelfia con dos pianos domésticos. "Mi bisabuela tocaba. Todos tocábamos", dice. "De donde vengo, si la gente sabía tocar, tenía pianos en sus casas". Ella empezó a estudiar música antes de matricularse en la escuela primaria, por lo que la práctica del piano se integró pronto en su rutina diaria de tareas. Eliot educó a sus hijos de la misma manera, y los sumergió en lo que ella llama música clásica afroamericana: el jazz. "Era esencial para su aprendizaje y crecimiento. Es fundamental para ser una persona equilibrada, y es algo muy importante en la vida de los negros", insiste. "En las comunidades negras históricas se oía a la gente bailar, se oía a la gente tocar, los discos estaban siempre en marcha. La música celebra".
Por lo que se refiere a los conciertos dominicales, todo comenzó con una tragedia: la muerte de su hijo Philip en 1992. Al año siguiente, en el aniversario de su muerte, Eliot organizó un concierto al aire libre en el césped de la mansión Morris-Jumel en Washington Heights. En 1994, el acto conmemorativo se trasladó a su apartamento y se convirtió en un concierto semanal que la llevó a superar una pérdida más terrible: la muerte de otro hijo y la desaparición de un tercero.
De esta manera, Eliot mantuvo una gran tradición de Harlem de sus épocas doradas, con conciertos semanales en su salón de Harlem, Nueva York, en el  555 de Edgecombe Avenue, Apartment 3-F: "la reina secreta del jazz de Harlem en Sugar Hill", escribe Angelika Pokovba, "defendiendo sin ayuda el legado musical de un barrio que nutrió a leyendas como Duke Ellington y Billie Holiday".
Eliot organizaba en su casa conciertos gratuitos todos los domingos, acompañada de diferentes artistas, entre los que cabe mencionar al saxofonista Cedric Show Croon, o al bajista  Bob Cunningham, su hijo Rudel Drears, el saxofonista Sedric Choukroun, el bajista Gaku Takanashi o el trompetista Koichi Yoshihara.
Marjorie Eliot mantuvo así viva la tradición de la industria artesanal de salones de jazz privados que había en los salones de la parte alta de Manhattan en su apartamento de la calle 160, donde cada domingo hasta su muerte dirigió uno de los últimos salones de jazz de Nueva York.
El histórico edificio de apartamentos en que se llevaba a cabo fue en su día el hogar de importantes rostros del Renacimiento de Harlem, como Joe Louis, Count Basie, Thurgood Marshall, Lena Horne, Coleman Hawkins, Erskine Hawkins, Canada Lee y Teddy Wilson, entre otros.